# Гебраїстика

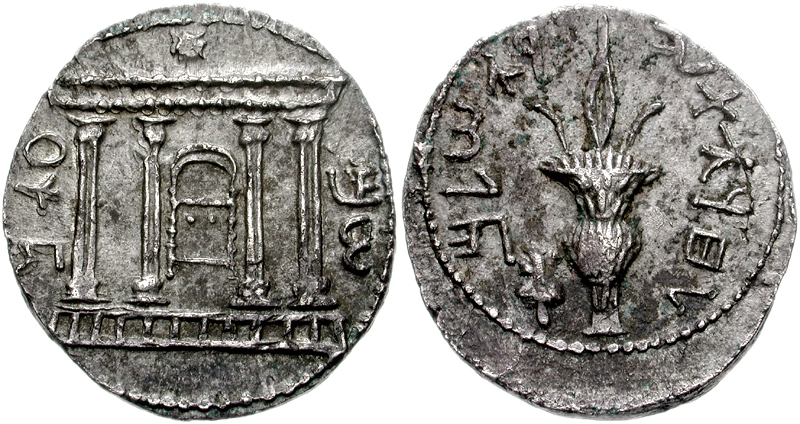
Монета, випущена під час повстання Бар-Кохби. На лицьовому боці написано «Симеон» (שמעון), а на звороті «За свободу Єрусалиму» (לחרות ירושלם).

Гебраїстика — наука, що вивчає стародавню гебрейську (єврейську) мову, писемність й культуру.